# Клетка тигра 2
«Кле́тка ти́гра 2» (англ. Tiger Cage 2, иер. трад. 洗黑錢, упр. 洗黑钱, кант.-рус.: Сай хак чинь) — гонконгский криминальный боевик 1990 года, срежиссированный Юнь Вопхином. Главные роли исполнили Донни Йен, Розамунд Кван, Дэвид У и Робин Шу.

## Сюжет
Донни Йен исполняет роль вспыльчивого бывшего полицейского по имени Дракон Яу, чей характер испортил отношения с его начальником и женой. Во время посещения адвоката он становится свидетелем вооружённого ограбления, в ходе которого пропадает чемодан с деньгами, и много молодых людей теряют свои жизни. Каким-то образом Дракон оказывается вместе с адвокатом Мэнди Чён (Розамунд Кван) в бегах от полиции, которая полагает, что эти двое причастны к убийству, и от людей, уверенных в том, что деньги забрали они. Беглецы с неохотой вынуждены заключить союз с одним из преследователей Дэвидом (Дэвид У), которого предала банда во главе с Уэйз Чау (Робин Шу).

## В ролях
| Актёр          | Роль              |
| -------------- | ----------------- |
| Донни Йен      | Дракон Яу         |
| Розамунд Кван  | Мэнди Чён Маньвай |
| Дэвид У        | Дэвид             |
| Робин Шу       | Уэйз Чау          |
| Гарри Чау      | Так               |
| Кэрол Чэн      | Петти Лэй         |
| Синтия Хан     | детектив Ён       |
| Ло Ле          | дядя Чиу          |
| Майкл Вудс     | мафиози           |
| Джон Сальвитти | мафиози           |
| Диксон Лэй     | Кен               |
| Ча Чюньи       | Филип             |
| Лён Ламлин     | мисс Лён          |
| Анита Лэй      | Энн               |

## Оценки и отзывы
На сайте Internet Movie Database, крупнейшей в мире базе данных о кинематографе, общая оценка зрителей составляет 6,9 баллов из максимальных 10 при свыше 1,3 тысячи голосов. Средняя оценка зрителей в базе Douban, ориентированной на китайского зрителя, составляет 6,8 балла из 10 на основе свыше 5500 голосов .
Кинокритики, опубликовавшие свои отзывы на веб-сайтах, высоко оценили «Клетку тигра 2».